# スーパーカセットビジョン
スーパーカセットビジョンは、日本で1984年にエポック社がカセットビジョンの次世代機として発売した家庭用ゲーム機である。
任天堂のファミリーコンピュータ（以下ファミコン）、セガのSG-1000シリーズと並び、日本における家庭用ゲーム機の普及初期時代を築いた機種の1つである。
同社カセットビジョンの次世代機であるが互換性は無い。
日本では「スパカセ」の愛称で呼ばれた。エポック社での略称は「SCV」である。

## 発売経緯
1981年にエポック社によって日本で発売されたカセットビジョンは発売以来、40万台（資料によっては45万台）の売上げを記録し、当時の日本の家庭用ゲーム機シェアの7割を獲得する成功を収めた。
しかし1983年になると日本市場では任天堂のファミコンやセガのSG-1000など相次いで他社より次の世代のゲーム機が登場したため、カセットビジョンと他社機との性能差が大きく開いた。そこでエポック社は新たに、NECがハードウェア開発を担当して共同開発を行い、本体価格14,800円で1984年7月17日に発売した。
本機はフランスでも発売され、YENOによってOEM販売された。

## ハードウェア
それまでのエポック社のテレビゲームと同様、NECが開発した。性能はカセットビジョンと比べて圧倒的に向上した。

### 主な特徴
- 単色であれば最大128個・128種類まで表示できるスプライト機能。
  - 各スプライトごとに異なる色数 (VRAM) を割り当てることができ、柔軟な対応が可能。4色スプライトでも最大32個[注 2]表示できる。
- 本体にセレクト12キー（テンキー状に12個並んだセレクトボタン群）を装備。麻雀ゲームなどではキーパネルの上に被せるシート（オーバーレイ）が付属していた。
- 大半のソフトに共通の半ば強制的なPAUSEキー装備。
- RF出力の他にRGB映像出力端子標準装備。

と、当時のライバル機を一部では凌駕する性能を持っていた一方で
- サウンドは3音合成が標準であり、実質1音として同時にしか発声できない。そのため、効果音が鳴ると音楽が途切れやすい。
- 背景描画用VRAMはテキストと共用で4KBしかなく、スプライトで補完しない限りはカセットビジョンにも劣るほどのモザイク表示しかできず、背景表示能力が低い。

などの欠点もあった。
またカートリッジスロット以外の拡張端子が無かったため、周辺機器も発売されなかった。追加メモリやバックアップが必要なゲームではファミコンと同じようにカセット内にRAMを追加して対応していた。
コントローラについては筐体を分解すれば脱着可能であったが、別売りコントローラの類は商品化されなかった。プログラミングソフトの『ベーシック入門』が発売されているが、キーボードもプリンタも外部記憶装置も用意されていなかった。なお、コマンドや文字の入力は本体のセレクト12キーやコントローラーを用いて一覧から選択する形で行い、ソースはカートリッジ内に記録できた。
BASICやRPGのようにバッテリーバックアップが必要なROMカセットでは単3乾電池×2本を採用し、ユーザーの手でバッテリの交換ができるようにされていた。その際、動作中にカセット内の電池を交換すれば記録内容は消えないと説明されている。ただし振動による端子の接触不良で誤動作する可能性があった。

### 筐体

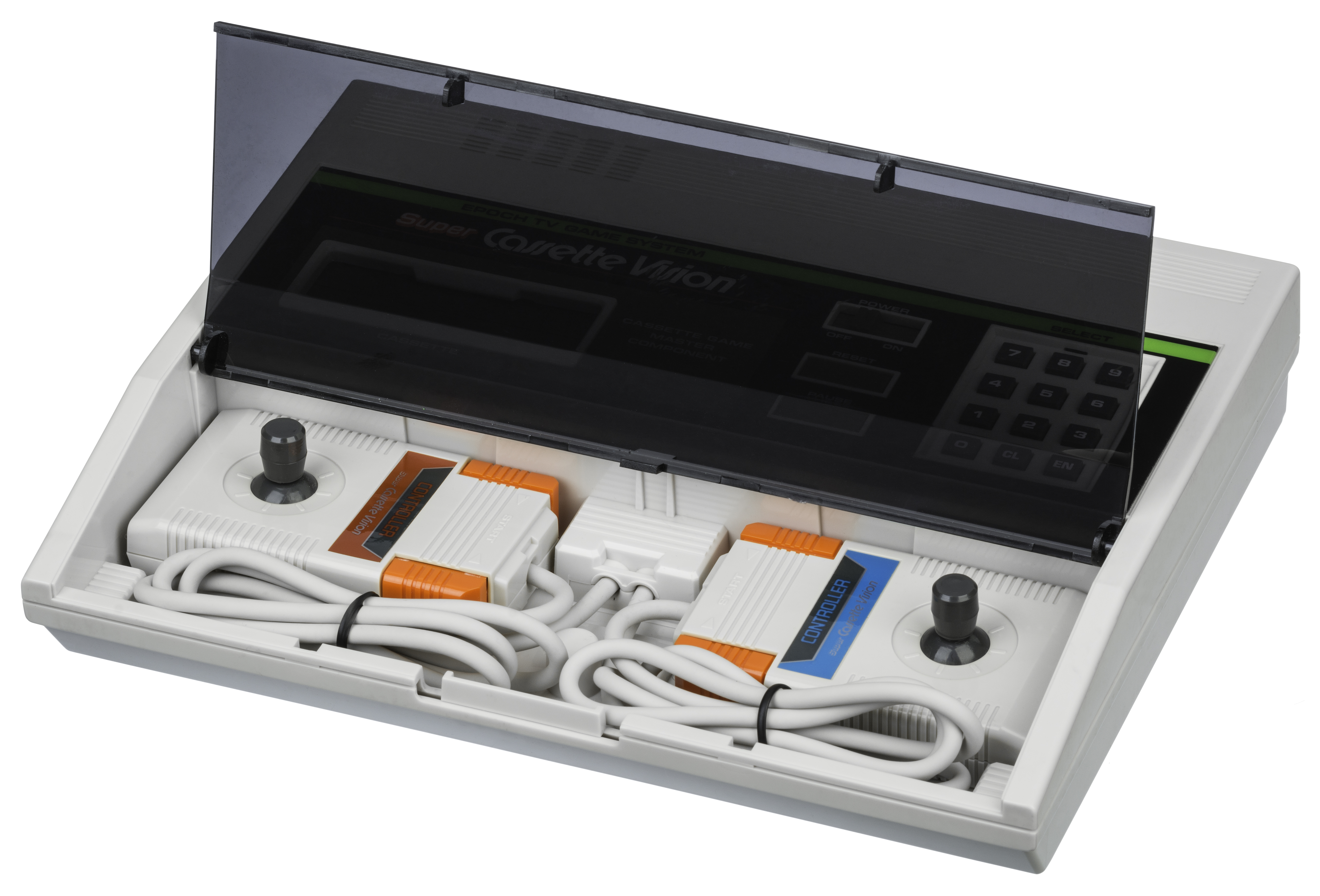

本体上面左にカセット挿入口がある。中央右には電源スイッチがあり、リセットキーとポーズキーがすぐ近くに配置されており、慣れないと押し間違える可能性もある。その右にはいわゆるテンキーに相当するセレクト12キーが並んでおり、数字の0 - 9およびCL（CLEAR）、EN（ENTER）の12個がある。このうち数字キーの並びはPCのテンキーと同じ配置である。
背面には2系統の出力がある。RF出力はTV/ゲームの切替スイッチの付いた専用スイッチボックスを介し、テレビのアンテナ端子に接続される。アナログRGB出力は8ピンのDINコネクタであり、別売の専用ケーブルを介してテレビの21ピンマルチコネクタに接続される。
本体手前の黒い部分は開閉でき、コントローラーをケーブルごと収納するスペースがある。

### グラフィック
色数は固定パレットの16色が扱える。そのうち1色は背景色専用であり、テキストやスプライトに指定した場合は透明色として使われる。プログラム上は256×256ドット程度の画面領域を持っており、テレビ画面にはそのうち208×232ドット程度まで表示される。
スプライトにはキャラクター・背景の区別は無く、16×16ドット単色のスプライトを128種まで定義でき、128個まで同時に扱うことができる。複数色のスプライトを扱う機能もあるが、その場合はスプライト数とトレードオフになる。例えば2色のスプライトばかりであれば64個までしか表示できない。ただしスプライトごとに異なる色数 (スプライト用VRAM) を割り当てることができる利点もあるため、プレイヤーキャラクターやボスなど重要なキャラクターには4色のカラフルなスプライトが使われやすい一方で、それ以外のキャラクターや背景は2色程度に抑えられるように使われた。また、本機では16×16ドットのスプライトが基本単位であり、8×8ドットに分割しても扱えるスプライト数が増えるわけではない。
キャラクター用スプライトとしては同時期に展開されたファミコンを凌駕する。例えば16x16ドットのスプライト表示能力を比べた場合、ファミコンでは3色のキャラクターを16個まで表示できるが、本機では4色のキャラクターでも32個まで扱える。また、ファミコンでは3色のキャラクターを横一列に4個まで表示できるが、本機では少なくとも4色のキャラクターで同じことができる。しかもキャラクターあたりの色数を減らせばそれだけ横並びできる数も増えるため、単色スプライトであれば画面の横一列をスプライトで埋め尽くすことも可能である。ただしファミコンでは標準で3色のスプライトが扱えるうえ、多少の制限はあるもののキャラクターとは別パレットで最大13色かつ細かい表現が可能なBG（背景）画面があるため、背景を含めた多色を前提とする表現能力ではファミコンに分がある。
本機ではグラフィックの多くがスプライトで表現されている一方で背景専用の描画機能は乏しい。本機は固定パレットながらも背景に最大16色のドット描画機能を備えてはいるが、VRAMが少ないため、モノクロ2値の単色描画モード時でさえ4ドット単位のモザイク表示すなわち前機種のカセットビジョン並みの低解像度になる。カラー16色の背景描画ではさらにドットが粗くなり、例えば空と地面を塗り分けるように、8ドット単位で画面の領域ごとに別々の背景色を設定することができる程度である。これは画面解像度にしてわずか26×29ドット程度のモザイク表示に相当する。これらはテキストVRAMを流用した機能であるため、背景のドット描画を指定した領域にはテキスト文字を直接的な手段では表示させることができない。そのため本機ではテキストのフォントをスプライトに変換して表示する機能も備えている。
結果として背景の補完や文字表示にもスプライトが消費されるうえ、背景には単色べた塗りのグラフィックが多い、ドットがやや荒い（特に横方向）、既定の16色しか利用できないなど、全体的にはファミコンと比べて見劣りする画面性能になっている。
なおゲームカセットを挿入せずに電源を入れると、テストディスプレイと呼ばれる表示確認用のデモ画面が表示される。内容は16×16ドット・単色の風船形スプライトが128個ほどランダムにわらわらと動き回るだけのもの。風船は15色の種類があり、背景色も一定時間おきに16色に変化するカラフルなものとなっている。停止/再開はPAUSEキーのほか、セレクト12キーを押すことでもできる。音声はPAUSE時の音のみ。コントローラは使用しない。

### サウンド
パッケージなどでは3矩形波・1ノイズの合成音と説明されている。3つの矩形波の合成により音声合成などの複雑な波形にも対応でき、「迫真のリアルサウンド」と記載されている。しかし『BASIC入門』のPLAY文を見ても3音を別個に制御できる構造ではなく、音色という形で実質的に合成済みの1音として制御しており、発売されたソフトでも効果音が鳴るとBGMが一時中断するものが多かった。効果音のみでBGMのないゲームも多いが、その場合でもタイトル画面やデモ画面でテーマ曲が演奏される場合があり、演奏中はデモ画面の効果音を鳴らさないものが多い。むろんプログラムの工夫で単純なサウンドを擬似的に2音同時発声するゲームも無いわけではないが、片方のみが鳴る場面に比べて音質は低下した。

### コントローラ
オレンジ色のシールが貼られたコントローラが1P側、ブルー色のシールが貼られたコントローラが2P側であるが、特に区別していないソフトもある。
本機のコントローラはその後に発売されたゲーム機とは形状が異なっており、縦長の箱状である。側面の上方（右上と左上）に計2個のボタンがあり、中央に短めの8方向レバーが付いている。説明書にコントローラの構え方は書いていない。
この形状のコントローラはファミコン登場前では一般的だった。1977年に米国で発売され、成功を収めたアタリAtari 2600（日本では1983年にAtari 2800として発売）以降、アタリの影響を受け多くのゲーム機が同様の形状で、日本市場ではセガSG-1000、バンダイアルカディアでも採用され、レバーでなくパッド状の方向キーではあるがぴゅう太Jrやインテレビジョンなども同様の縦長コントローラだった。しかし前機種のカセットビジョンおよびカセットビジョンJrは、コントローラが外付けではなく本体一体型であり、2プレイヤー対応のために本体サイズがある程度の大きさ以下にはできず、小型化に限界があった。そこで本機では、当時主流だった形状の縦型ジョイスティックコントローラを採用したが、国内市場では本機の発売時期にSG-1000IIがファミコンと似たコントローラを採用しており、既に高い操作性を持つファミコンのコントローラの形状がスタンダードになっていた。
この種の縦長コントローラは右利きと左利きで不公平が無い反面、片手で構えるため傾きやすく、慣れないと意図せずにレバーが斜め方向に入力されるなど使いにくい面もあった。しかし旧来の機種の縦長コントローラと比較すれば、手になじみやすく扱いやすいよう工夫されていた。耐久性もあり、ゲームによっては連射の代わりにレバーを激しく左右に入れる、もしくは回転させる使われ方がなされた。

### 仕様

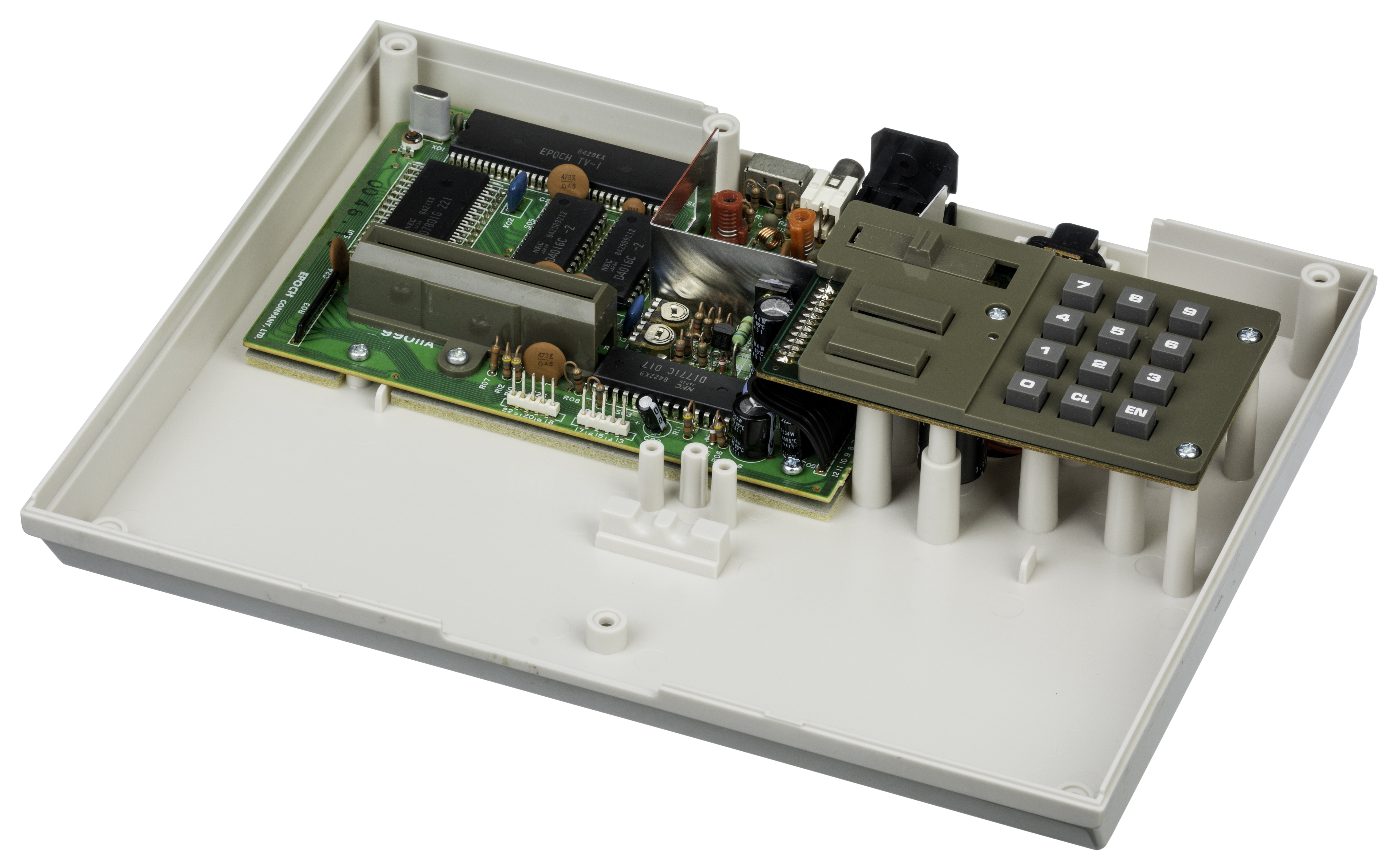

- CPU: uPD7801G（μCOM-87）
- RAM: 128 B（uPD7801G 内蔵）
- ROM: 4 kB（uPD7801G 内蔵）
- ビデオプロセッサ: EPOCH TV-1
- VRAM: 4kB（2 × uPD4016C-2）+ 2kB（EPOCH TV-1 内蔵）
- 色数: 16
- スプライト: 128（16×16ドット単色）
- 表示: 256×256ドット（表示範囲外を含む）
- サウンドプロセッサ: uPD1771C
- サウンド: 1チャンネル（トーン、ノイズまたは1bit PCM）[要出典]
- コントローラー: 2 × 有線ジョイスティック

## ソフトウェア
日本市場では1987年までに30タイトルが発売された。
またフランスではYENOより日本でも発売された15タイトルが発売された。独自のソフトはなく、最後のタイトルは『スタースピーダー』で、それより後のタイトルおよび『スーパー麻雀』・『スーパーベースボール』・『ルパン三世』・『ミルキープリンセス』は発売されていない。なお『アストロウォーズII』は『バトルインギャラクシー』というタイトルで販売された。

### 発売中止
発売予定のアナウンスのみで、最終的に商品化の確認されなかったもの。
- ブラックホール 「銀河興亡史FILE0219」 [4]
- スーパーラグビー [4]
- スーパーダービー [4]

## 反響
アメリカ市場でアタリの家庭用ゲーム機『Atari 2600』が登場後、日本市場でも1970年代後半から1980年代前半にかけて様々なメーカーがゲーム機を発売したが次第に淘汰が進み、本機の発売により、残存ハードメーカーは任天堂・セガ・エポック社の3社にほぼ絞られ、当時のゲーム雑誌である『Beep!』では「3大ハードメーカー」と称された。
しかし「3大ハードメーカー」と言っても、任天堂が発売したファミコンが高性能かつ多彩なソフトが大量に発売され爆発的な人気を得ておりシェアをほぼ独占していた為に実質的「1強2弱」の状態だった。本機はマイナー機の部類に属する。そのため、ファミコンブーム（テレビゲームブーム）下でゲーム雑誌が乱立した時期にもかかわらず、本機関連記事が取り上げられる雑誌は『Beep!』（ソフトバンク刊）と『ゲームボーイ』（マガジンボックス刊）の2誌のみだった。
本機はファミコンよりも1年ほど後発の機種で、RGB出力やテンキー（セレクト12キー）搭載などの外面的な機能が華々しくアピールされていたにもかかわらず、内部的にファミコンより高性能な部分はほぼ単色スプライトの表示数くらいしかなかった。ある程度のPCM性能こそ備えてはいたものの、ゲーム表現に重要なBG画面やBGM演奏の潜在能力はファミコンより大幅に劣っていた。発売当初こそファミコンもまだ背景は単一色が当たり前でプレー中のBGMもまだ無いものが多かったため、そうした欠点はあまり目立たなかったものの、次第にその性能差が目に付くようになっていった。
しかしこの頃からディスカウントストアが注目されるようになり、定価は同等ながらも品薄なファミコンに比べて性能の劣る本機やSG-1000(II)が安価に売られやすくなり、一定の存在感を示した。また玩具メーカーであるエポック社のゲームはファミリー向けのタイトルが中心で、そのコンセプトからして良くも悪くもファミコンと競合していたが、結果的に本機はファミコンが品薄のときに代用品として「よく売れた」。
その後すぐにカセットのROM容量が増大してファミコンがその高い性能を発揮するようになり、1985年後半になると、ファミコンでは最終的に681万本を売り上げた『スーパーマリオブラザーズ』が登場して急速にシェアを拡大させ、社会現象になった。ファミコン本体も供給体制が整い潤沢に出回るようになったことで代替機としての需要も低下していたところへ、さらに本機とともに業界2番手を競っていたセガからはファミコンに匹敵する高性能機『セガ・マークIII』が1985年10月20日に発売されたことで本機は劣勢になった。この頃には既にBG画面とBGM性能がゲーム機の重要な機能となっており、これらの性能で本機はまともに追従できなかった。
エポック社も巻き返し策として
- 「SCV（スーパーカセットビジョン）友の会」を発足し、アンケートはがきを返送したユーザーに無償でチラシ程度の最新情報を送付
- アメリカでヒットした洋ゲーを移植
- 女の子向けのレディースセットを発売
- 日本ファルコムやナムコ（当時）など他社からライセンスを受けたソフトを発売
- ライバル機に先駆けて人気アニメと契約したキャラクターゲームや、著名人を起用したゲームを発売

なども行ったが、功は奏さず、この時点でシェア争いから脱落した。
しかし当時すでに任天堂・セガ・エポック社以外の競合機種はほぼ展開を終了していたこともあり、その後も本機は業界3番手として1987年を迎える頃まで展開された。最終的なタイトル数は30本で、展開期間で平均すれば毎月1本のペースで新作ソフトが発売されたことになる。これは単一のメーカーの実績としては少ないものではないが、積極的なサードパーティー戦略をとった任天堂や、豊富なアーケード資産を抱えていたセガには及ばなかった。結果的にソフトの質と量の両面でファミコンに及ばなかったことや、旧機種との互換性を無くしたことで既存のユーザーのロックインに失敗したことが敗因となった。
エポック社は1986年末を最後に新作タイトルが途絶え、1987年末には家庭用テレビゲーム市場から一時撤退し、それ以降はソフト交換式の家庭用ハードを開発・発売していない。その後1989年12月15日発売の『ファミコン野球盤』でファミリーコンピュータのサードパーティーとして参入し、ゲームソフトメーカーとなった。
一方で本機のハードウェアを担当していたNECグループは、1987年に本機と入れ替わる形でNEC-HEからPCエンジンをハドソンと共同開発で発売し、家庭用テレビゲーム市場に参入を果たしている。